# Boris Sandler
Boris Sandler (în ebraică באָריס סאַנדלער‎; n. 6 ianuarie 1950, Bălți, RSSM) este un scriitor evreu și jurnalist  redactor principal al gazetei Forwerts. Scrie în limba idiș.